# Henri Silvain Nicolaas Menko
Henri Silvain Nicolaas Menko, (Amsterdam, 19 november 1895 – Oranienburg (D), 16 maart 1942) was een Soester verzetsman tijdens de Tweede Wereldoorlog.
De gemeenteraad van Soest heeft op 27 juni 1955 de Ingenieur Menkolaan in de wijk Soestdijk naar hem vernoemd.
Menko was als zoon van Rudolf Heiman Salomon Menko en Jeanne Dina Henriette Heilbron van Joodse afkomst. Hij is op 14 juni 1921 in Amersfoort gehuwd met Eva Latenstein van Voorst (1895 - 1944). Uit dit huwelijk werd hun dochter Lili Marie Menko geboren. Het gezin woonde vanaf 1940 aan de Lange Bergstraat 22, de huidige Van Straelenlaan 22.
Aangezien Menko een Soester verzetsman van het eerste uur was, zijn er weinig of geen concrete gegevens over zijn verzetshandelingen voorhanden. Uit informatie van het NIOD kan worden opgemaakt dat hij een Soester tak van de landelijke anti-Duitse Ordedienst (OD) heeft opgericht.
Na enkele weken ondergedoken te zijn werd hij op 20 oktober 1941 thuis opgepakt door de Sicherheitsdienst. Hij werd overgebracht naar het Huis van Bewaring in Utrecht, vervolgens naar het Oranjehotel in Scheveningen en via het Kamp Amersfoort naar Sachsenhausen (concentratiekamp). Hier stierf hij op 16 maart 1942, volgens de Duitse bureaucratie aan "hartzwakte", volgens dochter Lili via het NIOD is hij echter "doodgemarteld"

## Trivia
- Bij de straatnaamgeving is gekozen voor Ingenieur Menkolaan. In de telefoongids van 1940 wordt naast het nummer 2950 en zijn naam de cryptische omschrijving Ampére vermeld. Als zijn beroep wordt opgegeven "ingenieur", maar het is onduidelijk met welke opleidingen en in welke branche.
- Menko geeft bij zijn vestiging in 1940 in Soest op als kerkelijke gezindte: Remonstrants.